# Гаврилов Олександр Григорович
Олександр Григорович Гаврилов (нар. 20 червня 1927, село Чуфілово, тепер Клепиковського району Рязанської області, Російська Федерація — 2008, Автономна Республіка Крим) — український радянський діяч, директор радгоспу (держплемзаводу) «Славне» Роздольненського району Кримської області. Герой Соціалістичної Праці (7.06.1990). Професор (13.07.1995), почесний член Кримської Академії Наук (з 11.04.1997). Депутат Верховної Ради СРСР 8—9-го скликань.

## Біографія
Народився в селянській родині. Після закінчення сільської семирічної школи з 1942 по 1944 рік працював колгоспником в колгоспі.
З 1944 по грудень 1955 року служив у Військово-морському флоті СРСР. У 1952 році закінчив військово-політичні курси Чорноморського флоту в місті Севастополі.
Член ВКП(б) з 1951 року.
У 1955—1957 роках — звільнений секретар комсомольської організації радгоспу «Чорноморський» Чорноморського району Кримської області.
У 1957—1960 роках — слухач радянсько-партійної школи в місті Одесі.
У 1960—1962 роках — звільнений секретар партійної організації радгоспу «Каракуль» Чорноморського району Кримської області. У травні 1962 — липні 1963 року — звільнений секретар партійної організації радгоспу «Міжводне» Чорноморського району Кримської області.
У червні 1963 — 1991 року — директор радгоспу (у 1983—1984 племвівцерадгоспу, з вересня 1984 року — держплемзаводу) «Славне» села Славне Роздольненського району Кримської області.
У 1965 році заочно закінчив Вищу партійну школу при ЦК КПРС за спеціальністю керівник сільськогосподарського підприємства.
З липні 1991 року — доцент, з липня 1995 року — професор кафедри управління та організації агропромислового комплексу Кримського сільськогосподарського інституту. Помер у травні 2008 року.

## Нагороди
- Герой Соціалістичної Праці (7.06.1990)
- два ордени Леніна (1971, 7.06.1990)
- орден Жовтневої Революції (1973)
- орден Трудового Червоного Прапора (1966)
- орден Вітчизняної війни ІІ ст.
- медалі
- заслужений працівник сільського господарства Української РСР (1987)